# Блакитне диво
51°03′13″ пн. ш. 13°48′39″ сх. д. / 51.053611111111° пн. ш. 13.810833333333° сх. д.
«Блакитне диво» (нім. Blaues Wunder) — назва моста через Ельбу в Дрездені, побудованого в 1891—1893 рр., який сполучає райони Блазевіц і Лошвіц. Офіційна назва — Лошвицький міст (нім. Loschwitzer Brücke), до 1912 — міст короля Альберта (нім. König-Albert-Brücke). Назву «Блакитне диво» міст дістав вже в 1893 р. через рідкісне в ті часи блакитне забарвлення. До «чудес світу» був зарахований через свій незвичайний вигляд, до того ж побудований з металоконструкцій, мав усього лише дві опори, причому не у руслі, а на берегах річки. У 2007 р. міст був номінований до нагородження як «Історичний символ інженерного мистецтва Німеччини».

## Технічні дані
- Загальна довжина: 280 м
- Довжина основного прольоту: 146 м
- Висота моста (без висоти опор): 24 м
- Ширина: 12 м
- Маса: 3500 т

## Історія будівництва

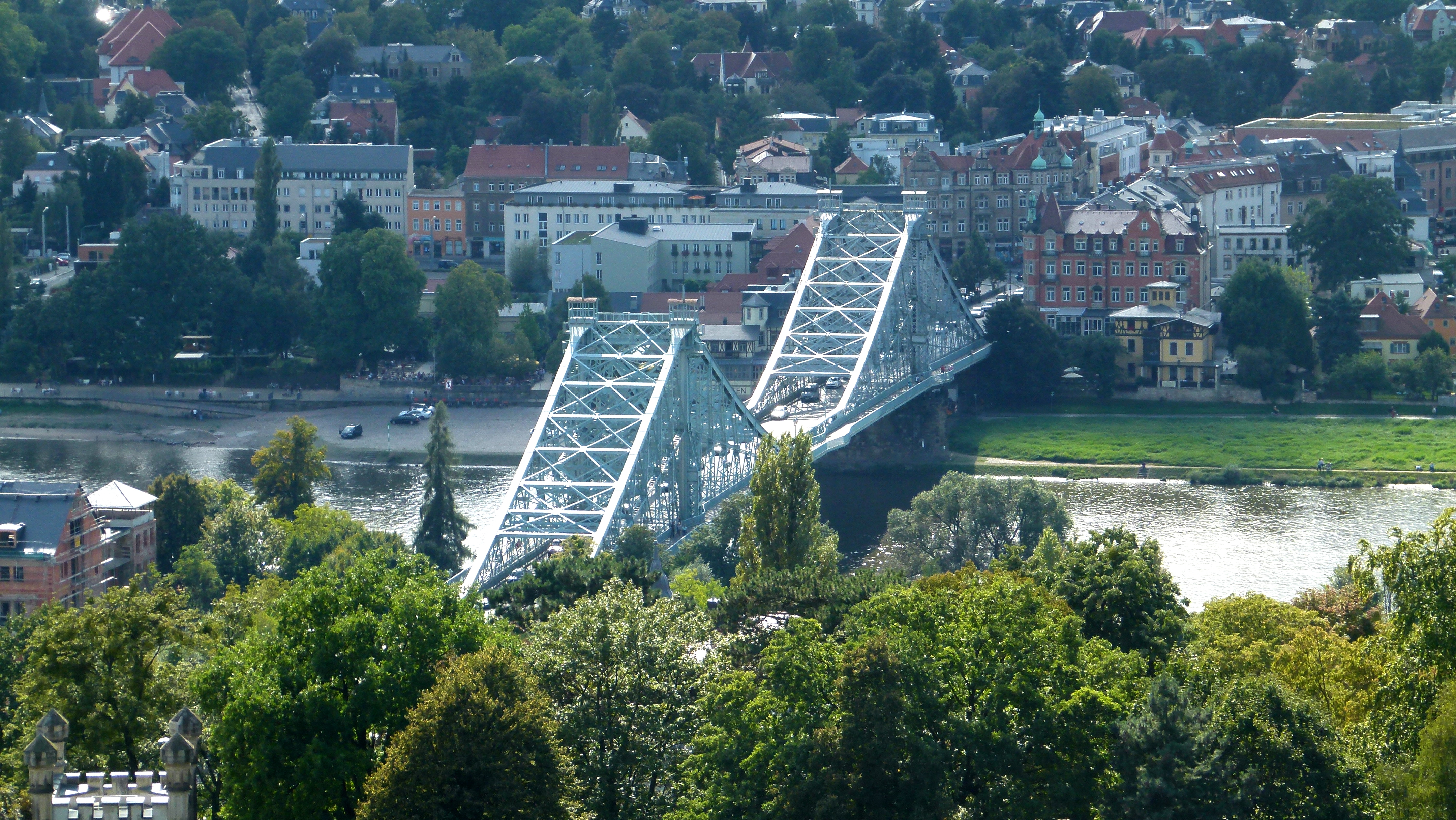

Вже в 1471 році між Лошвіцем і Блазевіцем, колишніми самостійними громадами в передмісті Дрездена, існувала постійна поромна переправа через Ельбу. Але до середини XIX століття, у зв'язку зі збільшенням чисельності населення і розвитком промисловості, виникла необхідність будівництва моста в цьому районі долини річки. Починаючи з 1870 року було розроблено три різні варіанти, але лише в 1883 році під тиском громадськості саксонський уряд ухвалив рішення і доручив відділу будівництва залізниць при міністерстві фінансів розпочали розроблення нового проєкту. Очолив цю роботу Клаус Кепске, професор дрезденського Політехнікуму, нині Дрезденський технічний університет. До 1885 року Кепске розробив проєкт моста, який по конструкції не мав аналогів. Віднесена до типу почіпних мостів його конструкція відрізнялася тим, що замість сталевих тросів або ланцюгів, які застосовувалися в почіпних мостах, він використав розтяжки із склепленої смугової (листової) сталі. Було застосовано й інші нововведення, що сприяють стабілізації моста при ударних навантаженнях і резонансі.
У 1891 році відбулася урочиста закладка фундаменту. Будівництво велося акціонерним товариством «Саксонська залізнична компанія» (нім. Sächsischen Eisenbahnkompanie AG) під керівництвом інженера Г. М. Крюгера. Через два роки металоконструкції, виготовлені на металургійному заводі «Королева Марія»(нім. Königin-Marien-Hütte) в Каїнсдорфі, були повністю змонтовані, і 11 липня 1893 року відбулося урочисте відкриття і випробування Лошвицького моста.

### Випробування

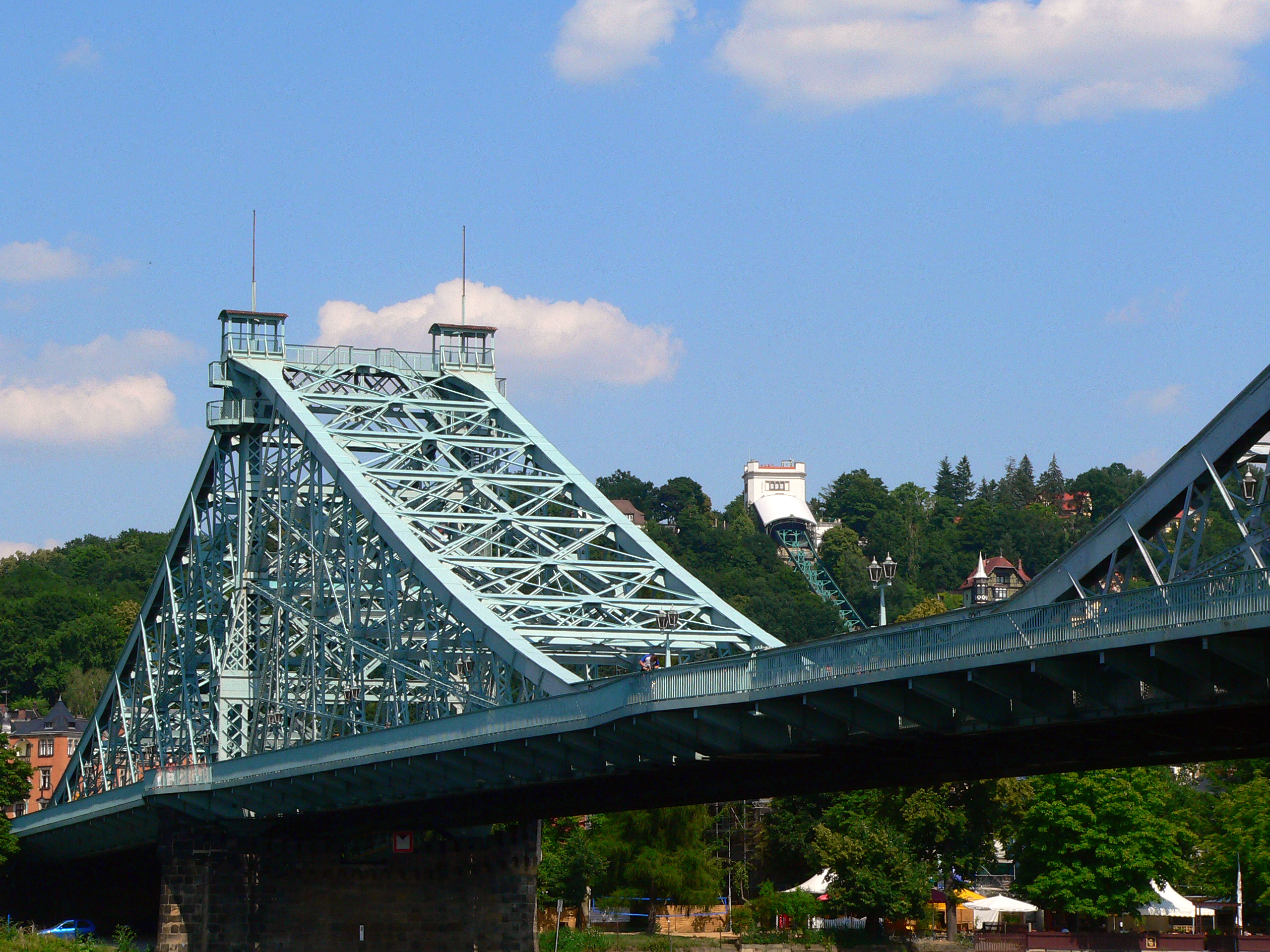
Недалеко від «Блакитного дива» розташована дрезденська підвісна дорога (на задньому плані в центрі)

11 липня 1893 року міст за правилами того часу був випробуваний на міцність. «Три парові котки, три котки на кінній тязі, три трамвайні вагони, завантажені корабельними якорями і камінням, три вози з бочками, наповненими водою, одна конка, множина кінних екіпажів, маршируюча рота солдатів» заповнили проїжджу частину моста. Загальна маса навантаження склала близько 157 т. Зміна висоти моста в його центрі склала усього лише 9 мм.

### Фінансування
На будівництво «Блакитного дива» було витрачено 2,25 млн золотих марок, сума на ті часи величезна. Фінансування велося із засобів обох громад і саксонського уряду. Щоб окупити витрати, відразу ж в 1893 р. було введено плату за користування мостом: з кожної людини по 2 пфеніги, при перетині моста з тваринами — по 10 пфенігів за кожного коня, вола або корову, по 2 пфеніги за свійську птицю. Ті, що їдуть на автомобілі мали платили додатково ще по 20 пфенігів. Таким чином вдалося не лише повернути витрачені кошти, але і додатково облаштувати території біля моста. Плата стягувалася до 1921 року.

## Експлуатація моста
Спочатку на мосту була тільки проїжджа частина, яку використали і пішоходи. З 1895 р. додатково було прокладено трамвайні колії. 1935 року через збільшення автомобільного руху, для забезпечення безпеки пішоходів, з обох зовнішніх боків каркаса моста було змонтовано тротуари. До середини XX століття через тривале збільшення транспортного потоку стали вводитися обмеження, з метою відвертання перевантаження конструкції. З цієї ж причини у квітні 1986 року через міст припинився рух трамваїв.

### Сучасний стан

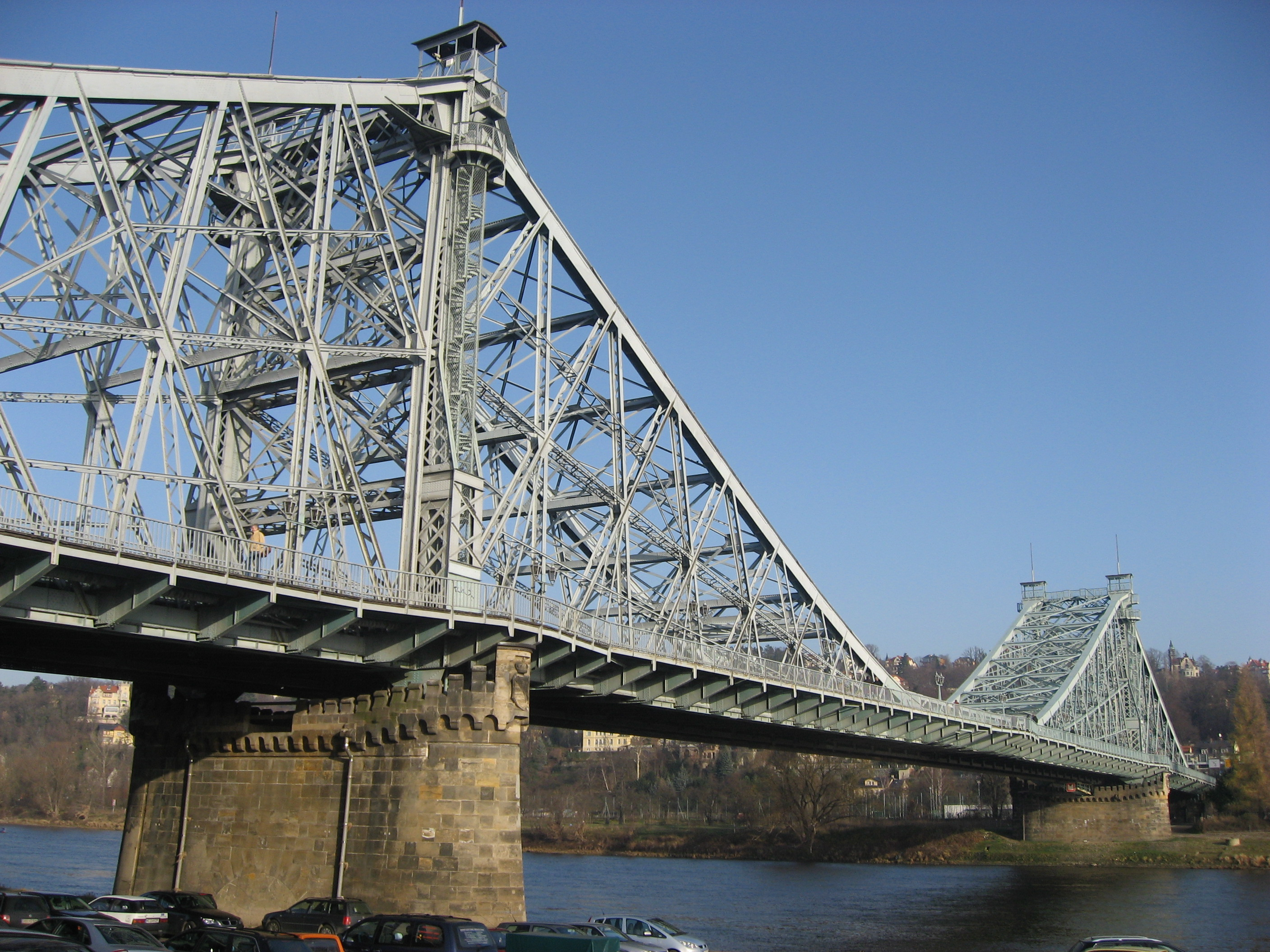

Нині приблизно 35 тис. автомобілів з середньою швидкістю 16 км/год проїжджають по мосту щодня. Для автомобільного руху передбачено два обмеження: швидкості — до 30 км/год і ваги транспортного засобу — до 15 тонн. Для фіксації порушень, на лівому березі перед в'їздом на міст встановлена система датчиків, що спрацьовує при перевищенні обмежень. У зв'язку з великою завантаженістю прилеглих вулиць, на мосту часто утворюються затори. На поточний ремонт щорічно витрачається до 134 тис. євро. За даними комісії, що дослідила стан моста в 1997 р., термін його безпечної експлуатації обмежений 2027 роком. До цього часу міська влада повинна буде визначити подальшу долю «Блакитного дива».